# 格羅濟涅
50°57′32″N 28°43′50″E / 50.95889°N 28.73056°E
格羅濟涅（烏克蘭語：Грозине），是烏克蘭的村落，位於該國北部日托米爾州，由科羅斯堅區負責管轄，始建於1948年，面積0.96平方公里，海拔高度170米，2025年人口924，人口密度每平方公里1,276.04人。